# Monique van der Lee
Monique van der Lee (* 7. November 1973 in Heerhugowaard) ist eine ehemalige niederländische Judoka. Sie war Weltmeisterin 1995 und viermal Europameisterin. Sie gewann Medaillen bei den Judo-Weltmeisterschaften von 1991 bis 1995 und allen Europameisterschaften von 1990 bis 1996.

## Sportliche Karriere
Monique van der Lee war 1987 Dritte der Junioreneuropameisterschaften in der Gewichtsklasse bis 66 Kilogramm, 1988 war sie Zweite in der Gewichtsklasse bis 72 Kilogramm. 1989 war sie noch einmal Dritte in der Gewichtsklasse über 72 Kilogramm, dem Schwergewicht. 1990 war sie Zweite der Juniorenweltmeisterschaften im Schwergewicht hinter der Kubanerin Daima Beltrán.
Ab 1989 kämpfte die 1,76 m große Monique van der Lee im Schwergewicht oder in der offenen Klasse. Bei den niederländischen Meisterschaften gewann sie 1990 und 1993 beide Gewichtsklassen. Neben ihren vier Titeln belegte sie sechsmal den zweiten Platz, davon viermal hinter Angelique Seriese.
Ihre erste internationale Medaille im Erwachsenenbereich gewann Monique van der Lee bei den Europameisterschaften 1990 in Frankfurt am Main. Nachdem sie im Halbfinale des Schwergewichts gegen Regina Sigmund verloren hatte, gewann sie den Kampf um eine Bronzemedaille gegen die Bulgarin Tswetana Tomowa. Im Jahr darauf trat sie bei den Europameisterschaften 1991 in Prag in der offenen Klasse an. Sie bezwang die Französin Nathalie Lupino und im Viertelfinale die Belgierin Heidi Rakels. Nach ihrem Halbfinalsieg über die Deutsche Karin Kutz besiegte sie im Finale die Polin Renata Szał und war damit zum ersten Mal Europameisterin. Bei den Weltmeisterschaften 1991 in Barcelona bezwang sie im Schwergewichts-Achtelfinale Regina Sigmund und im Viertelfinale die Ungarin Éva Gránitz. Nach ihrer Halbfinalniederlage gegen die Chinesin Yang Zhing gewann Lee den Kampf um Bronze gegen die Kubanerin Estela Rodríguez. Anfang 1992 gewann sie das Masters-Turnier in München und damit ihr erstes Weltcup-Turnier. Bei den Europameisterschaften 1992 in Paris unterlag sie im Viertelfinale des Schwergewichts der Polin Renata Szał. In der Hoffnungsrunde bezwang sie die Französin Christine Cicot und  die Italienerin Maria Teresa Motta und erhielt eine Bronzemedaille. Im Sommer 1992 war Frauenjudo erstmals olympisch. Es gab bei den Olympischen Spielen in Barcelona sieben Gewichtsklassen, aber keinen Wettbewerb in der offenen Klasse. Monique van der Lee verlor durch Waza-Ari ihren ersten Kampf gegen Swetlana Gundarenko aus dem Vereinten Team der Gemeinschaft unabhängiger Staaten.
1993 bei den Europameisterschaften in Athen trat Monique van der Lee im Schwergewicht an. Sie bezwang im Viertelfinale die Britin Sharon Lee und im Halbfinale Nathalie Lupino. Im Finale besiegte sie die nun für Russland antretende Swetlana Gundarenko. Bei den Weltmeisterschaften 1993 in Hamilton bezwang sie im Achtelfinale Nathalie Lupino und im Viertelfinale Éva Gránitz. Im Halbfinale des Schwergewichtsturniers unterlag sie der Japanerin Noriko Anno, den Kampf um Bronze gewann sie gegen die Chinesin Yan Minqaio. 1994 bei den Europameisterschaften in Danzig trat sie in der offenen Klasse an. Im Viertelfinale bezwang sie die Russin Irina Rodina und im Halbfinale die Polin Beata Maksymow, das Finale gewann sie gegen Christine Cicot. Nach 1991 und 1993 war Monique van der Lee damit zum dritten Mal Europameisterin. 1995 bei den Europameisterschaften 1995 trat sie im Schwergewicht an und verlor ihren Auftaktkampf gegen Beata Maksymow. Nach Siegen in der Hoffnungsrunde über Éva Gránitz, die Bulgarin Tswetana Bojilowa und die Deutsche Johanna Hagn erhielt die Niederländerin eine Bronzemedaille. Bei den Weltmeisterschaften 1995 in Chiba trat sie in der offenen Klasse an. Sie bezwang im Viertelfinale Christine Cicot und im Halbfinale Estela Rodríguez, das Finale gewann sie gegen die Chinesin Sun Fuming. Anfang 1996 gewann Monique van der Lee zum zweiten Mal nach 1992 das Masters-Turnier in München. Bei den Europameisterschaften 1996 in Den Haag trat sie in der offenen Klasse an. Im Viertelfinale besiegte sie Irina Rodina, im Halbfinale die Britin Josephine Horton und im Finale die Italienerin Donata Burgatta. Damit war Monique van der Lee zum vierten Mal Europameisterin. Da Angelique Seriese in Den Haag im Schwergewicht gewonnen hatte, durfte Seriese bei den Olympischen Spielen in Atlanta antreten. 
Nach ihrer aktiven Karriere war Monique van der Lee als Trainerin tätig, unter anderem betreute sie Tessie Savelkouls, die Europameisterschaftsdritte 2017.